# 马灵
馬灵，小说《水浒传》中人物，河北琢州人，绰号“小华光”。其中若开，箭石不能中，亦有神行法，日行万里，再有金砖法，及风火二轮，若遇顺风，能烧寨栅，其物虽名法宝，只可邪行，若是遇正法之时，却不能用，自称胜华光。后田虎造反，起兵作乱，被田虎封为汾阳守將，成为田虎的主要助手。
宋江领兵讨伐田虎时，馬靈投降梁山軍。
征王慶時，因昔日同為田虎麾下的摯友孫安病死，使他跟公孫勝及乔道清回山修道。回山後，他拜罗真人為師。而在《簡本》中，他則隨宋江征方腊，被朝廷封为幽州兵馬都監，后不知所終。